# Metropolia di Paramythia, Filiates, Giromeri e Parga

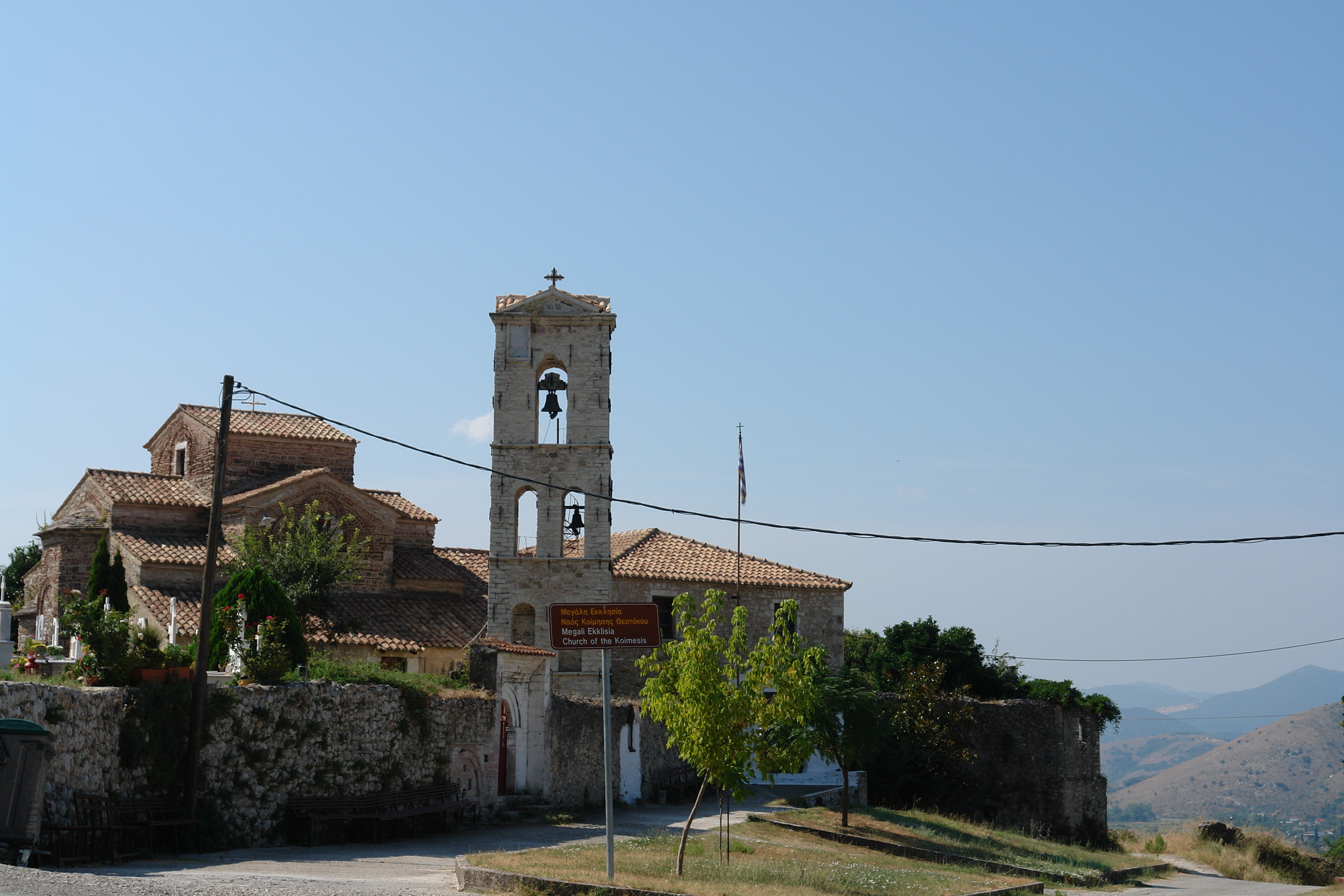
Chiesa bizantina di Paramythia.

Mappa delle metropolie dell'Epiro; in rosso la metropolia di Paramythia.

La metropolia di Paramythia, Filiates, Giromeri e Parga (in greco: Ιερά Μητρόπολις Παραμυθίας, Φιλιατών, Γηρομερίου και Πάργας; Ierá Mitrópolis Paramythías, Filiatón, Giromeríou kai Párgas) è una diocesi del patriarcato ecumenico di Costantinopoli, pastoralmente affidata alla Chiesa di Grecia.
Dal 9 ottobre 2023 il metropolita è Serapione, al secolo Giovanni Michalakis, consacrato il 21 ottobre successivo.

## Territorio
La metropolia si estende nella parte occidentale della Grecia al confine con l'Albania nella periferia dell'Epiro. Comprende per intero l'unità periferica di Tesprozia, e parti dei comuni di Parga (nell'unità periferica di Prevesa) e di Zitsa (nell'unità periferica di Giannina).
Sede metropolitana è la città di Paramythia, dove si trova la cattedrale di San Donato.
La metropolia comprende oltre 150 parrocchie e diversi monasteri.

## Storia
La diocesi di Paramythia esiste dal XV secolo come continuazione della diocesi di Butrinto. Il 27 maggio 1895 la diocesi, che fino ad allora era una suffraganea della metropolia di Giannina, fu elevata al rango di sede metropolitana dal patriarca di Costantinopoli Antimo VII, che ne era stato in precedenza vescovo. 
Il nome della metropolia fu modificato in quello attuale, con l'aggiunta dei titoli di Filiates e Giromeri, dopo la fusione della metropolia con questo nome creata nel 1924 e soppressa nel 1929.
Nel 1928 la sede di Paramythia e tutte le altre diocesi del patriarcato di Costantinopoli in territorio greco liberate dall'occupazione ottomana nel 1912, furono affidate, tramite un accordo tra le parti, alle cure della Chiesa di Grecia.

## Cronotassi
La presente cronotassi segue quella pubblicata in: (EL) Μητρόπολη Παραμυθίας, su users.sch.gr.
- Partenio Konophaos † (1804 - prima metà del 1806 dimesso)
- Procopio † (8 luglio 1806 - inizio del 1813 dimesso)
- Ambrogio † (1813 - 1821 dimesso)
- Neofito † (1821 - ottobre 1826 eletto metropolita di Naupacto e Arta)
- Agapio Hatziioannou † (fine del 1826 - 31 marzo 1849 deceduto)
- Dionisio † (27 maggio 1849 - 14 giugno 1869 dimesso)[7]
- Antimo Tsatsos † (13 luglio 1869 - 11 ottobre 1877 eletto metropolita di Eno)
- Gregorio Drakopoulos † (29 ottobre 1877 - 22 gennaio 1885 eletto metropolita di Anchialo)
- Giovanni Hatziapostolou † (30 gennaio 1885 - 12 agosto 1893 eletto metropolita di Diskatis)
- Leonzio Eleftheriadis † (12 agosto 1893 - 13 febbraio 1896 eletto metropolita di Filadelfia)
- Costantino Mikroulis † (18 febbraio 1896 - 27 settembre 1897 eletto metropolita di Ganos e Chora)
- Basilio Papachristou † (27 settembre 1897 - 12 febbraio 1900 eletto metropolita di Belograda)
- Callinico Paleokrasas † (12 febbraio 1900 - 30 settembre 1906 deceduto)
- Ieroteo Anthoulides † (8 ottobre 1906 - 30 maggio 1909 eletto metropolita di Sisani)
- Neofito Gotzamanis † (30 maggio 1909 - 9 ottobre 1924 eletto metropolita di Soufli)
- Gioacchino Martinianos † (9 ottobre 1924 - 3 settembre 1925 eletto metropolita di Nea Pelagonia)
- Gioacchino Martinianos † (20 settembre 1925 - 6 settembre 1932 dimesso)
- Giorgio Misailidis † (6 settembre 1932 - 24 febbraio 1942 eletto metropolita di Drama)
- Cirillo Karmpaliótis † (1º marzo 1942 - 15 aprile 1943 eletto metropolita di Zichni)
- Doroteo Naskaris † (17 aprile 1943 - 28 marzo 1952 eletto metropolita di Tríkka)
- Doroteo Vasilas † (5 ottobre 1952 - 10 dicembre 1957 eletto metropolita di Tebe)
- Tito Matthaiakis † (15 dicembre 1957 - 12 dicembre 1968 dimesso)
- Paolo Karvelis † (18 dicembre 1968 - 13 luglio 1974 deposto)
- Tito Papanakos (17 luglio 1974 - 25 agosto 2023 dimesso)
- Serapione Michalakis, dal 9 ottobre 2023